# Estêvão da Gama (Gouverneur von Indien)
Estêvão da Gama (* um 1505; † 1576) war ein portugiesischer Gouverneur Indiens.

## Leben
Da Gama, benannt nach seinem Großvater Estêvão da Gama, war der zweite Sohn von Vasco da Gama und Bruder von Christovão. Er war unter anderem 1529–vor 1534 königlicher Gouverneur (capitão mor) von Elmina, 1534–1538 königlicher Gouverneur (capitão mor) von Malakka, und 1540–1542 11. Gouverneur des Estado da Índia mit Sitz in Goa.
Er war Befehlshaber der Flotte, die in das Rote Meer eindrang, um die osmanische Flotte im Hafen von Sues anzugreifen. Die Flotte verließ am 31. Dezember 1540 Goa und erreichte Aden am 27. Januar 1541. Die Flotte erreichte Massaua am 12. Februar, wo da Gama mehrere Schiffe zurückließ und die Reise nach Norden fortsetzte.
Als er Sues erreichte, entdeckte er, dass die Osmanen schon lange über seinen Überfall informiert waren, und seinen Versuch vereitelten, die auf den Strand gesetzten Schiffe zu verbrennen. Da Gama wurde gezwungen, sich nach Massaua zurückzuziehen, er legte aber noch eine Pause ein, um den Hafen des Felsturmes auf der Sinai-Halbinsel anzugreifen.
Zurück in Massaua fand da Gama die Männer, die er bei dem selbsternannten Patriarchen Johann Bermudes zurückließ. Dieser hatte da Gama überredet, dass sie dem belagerten Kaiser Äthiopiens militärische Hilfe zur Verfügung stellen sollten. Da Gama fügte sich deren Bitte und landete 400 Männer, 130 militärische Sklaven, und genügend Bedarf für sie in Massaua und dem nahe gelegenen Hafen von Arqiqo unter der Aufsicht seines Bruders Christovão, bevor er am 9. Juli nach Indien abrückte.